# Långhårig spindelapa
Långhårig spindelapa (Ateles belzebuth) är en utrotningshotad art av spindelapa.  Den lever i nordvästra Amazonas i Colombia, Venezuela, Ecuador, Peru och Brasilien, med ett utbredningsområde som begränsas av floderna Ucayali och Branco. Tidigare har Ateles chamek, Ateles marginatus och Ateles hybridus betraktats som underarter av A. belzebuth, men de har nu upphöjts till artstatus och återstoden av A. belzebuth är nu en enhetlig population utan underarter. Bland lokalbefolkningen i Colombia kallas den långhåriga spindelapan   mono prieto, mico prieto eller marimonda.
Artepitet i det vetenskapliga namnet syftar på guden Beelzebub.

## Beskrivning
Den långhåriga spindelapan har vitaktig mage och en ljus fläck på pannan som ofta drar åt orangebrunt. Kroppslängden varierar mellan 34 och 58 cm, och vikten uppges till 5.8 kg enligt Jordens djur, medan IUCN anger 46–50 cm och vikt på 5,8-10,4 kg med medelvikter kring 8 kg.  De blir könsmogna vid 4-5 års ålder, och föder en unge i taget efter en graviditet på 32-33 veckor.  Födslarna är utspridda över året, vilket inte tyder på någon särskild parningssäsong.

## Ekologi
Arten är helt beroende av primär höglandsregnskog och bebor främst skog som växer på fast lerjord.  De svarta spindelaporna tillbringar det mesta av sin tid högt uppe i trädkronorna, mer än 30 meter över marken.  Dieten utgörs till allra största delen av mogna mjuka frukter, även om de också äter en del blommor och späda skott, och även någon enstaka insekt.  Genom att äta hela frukter får de stor betydelse som fröspridare.  De lever i flockar om 20 till 40 individer, som delar upp sig i smågrupper när de är aktiva.
Honor kan para sig under alla årstider. Dräktigheten varar cirka 225 dagar och sedan föds en enda unge. Honor lämnar sin ursprungliga flock när de blir könsmogna. Hannar stannar däremot kvar.

## Status
Ateles belzebuth jagas för köttets skull och ungar fångas samt hölls som sällskapsdjur. Dessutom minskar det lämpliga habitatet på grund av omvandling till jordbruksmark samt intensiv skogsbruk. Även nya områden med gruvdrift försämrar artens levnadsförhållanden. I utbredningsområdet ligger olika nationalparker och andra skyddszoner. IUCN befarar att beståndet minskar med mer än 50 procent mellan 2005 och 2050 (tre generationer) och listar långhårig spindelapa som starkt hotad (EN).